# Inskip
Inskip – wieś w Anglii, w hrabstwie Lancashire, w dystrykcie Wyre. Leży 57 km na północny zachód od miasta Manchester i 316 km na północny zachód od Londynu. Inskip jest wspomniana w Domesday Book (1086) jako Inscip.